# Youssef Maziz
Youssef Maziz (Thionville, 24 juni 1998) is een Frans voetballer die sinds 2023 uitkomt voor OH Leuven.

## Carrière

### FC Metz
Maziz begon als centrale verdediger, maar schoof later vooruit naar de positie van verdedigende middenvelder en nog later naar die van aanvallende middenvelder. Hij genoot zijn jeugdopleiding bij Thionville FC, FC Metz, CSO Amnéville en opnieuw FC Metz. Bij laatstgenoemde club maakte hij in het seizoen 2016/17 zijn officiële debuut in het eerste elftal: op 8 januari 2017 mocht hij in de Coupe de France-wedstrijd tegen RC Lens tijdens de rust invallen voor Gauthier Hein. Drie dagen later mocht hij tijdens de kwartfinale van de Coupe de la Ligue in de 77e minuut invallen voor Opa Nguette. Op 26 februari 2017 mocht hij ook debuteren in de Ligue 1: in de 5-0-nederlaag tegen Olympique Lyon liet trainer Philippe Hinschberger hem in de 76e minuut invallen voor Florent Mollet.

### US Avranches & Le Mans (huur)
In het seizoen 2017/18 speelde hij geen enkele officiële wedstrijd in het eerste elftal van Metz, waarop hij in de twee daaropvolgende seizoenen werd uitgeleend aan US Avranches (Championnat National) en Le Mans FC (Ligue 2). Maziz maakte toen ook telkens kort zijn opwachting bij de reservenelftallen van de respectievelijke clubs in de Championnat National 3.

### RFC Seraing (huur)
Na een seizoen bij Metz, waarin hij elf keer uitkwam in de Ligue 1, werd hij in juli 2021 voor een jaar bij dochterclub RFC Seraing gestald. Daar stond zijn teller na de bekerwedstrijd tegen RSC Anderlecht op 30 november 2021 al op tien goals: zes in de competitie en vier in de Beker van België. Maziz klokte uiteindelijk af op twaalf doelpunten in alle competities, nadat hij op de 24e competitiespeeldag het winnende doelpunt scoorde tegen Beerschot VA – waarmee Seraing toen in een degradatiestrijd verwikkeld was – en op de 32e speeldag voor een late gelijkmaker zorgde in het 1-1-gelijkspel tegen OH Leuven. Enkel Georges Mikautadze scoorde dat seizoen vaker dan Maziz voor Seraing.
Seraing handhaafde zich dat seizoen uiteindelijk in de Jupiler Pro League na barragewedstrijden tegen RWDM, dat tweede was geëindigd in Eerste klasse B. Seraing had daarvoor genoeg aan één doelpunt van Georges Mikautadze, die dat doelpunt op aangeven van Maziz scoorde in het Edmond Machtensstadion.

### FC Metz
Na zijn uitleenbeurt aan Seraing kreeg Maziz zijn kans bij Metz. In het seizoen 2022/23 was hij in 29 competitiewedstrijden goed voor acht competitiegoals en vijf assists, alsook een afgedwongen strafschop tegen Chamois Niortais FC die werd verzilverd door Georges Mikautadze. Enkel Mikautadze scoorde dat seizoen meer voor Metz,  dat dat seizoen tweede eindigde in de Ligue 2 en zo na een jaar weer terug in de Ligue 1 stond. 
In augustus 2023 stond Maziz in de twee eerste competitiespeeldagen in de basis, op de openingsspeeldag scoorde hij zelfs het enige doelpunt van Metz in de 5-1-nederlaag tegen Stade Rennais. In diezelfde augustusmaand trok Maziz definitief de deur achter zich dicht bij Metz: de 25-jarige Fransman ondertekende een driejarig contract bij de Belgische eersteklasser Oud-Heverlee Leuven.

### OH Leuven
Op 29 augustus 2023, toen OH Leuven in de kelder van het klassement vertoefde nadat het met 2 op 15 aan het seizoen was gestart, kondigde de Leuvense eersteklasser de komst van Maziz aan. Op 1 september 2023 was Maziz in zijn debuutwedstrijd voor OH Leuven goed voor een goal en een assist, waarmee hij de Leuvenaars aan een eerste seizoenszege hielp.